# Lauriane Escaffre
Lauriane Escaffre est une comédienne, réalisatrice et scénariste française, née le 26 janvier 1978 à Paris 14e.

## Biographie
Après des études de commerce à l'EM Lyon, Lauriane Escaffre se forme au cours Florent avec  Jean Pierre Garnier, Jérôme Dupleix, Frédérique Farina et à la réalisation à La Femis (2015). Elle obtient avec Yvonnick Muller le César du meilleur court métrage pour le film Pile poil en 2020,,.

## Filmographie

### Actrice
- 2022 : Maria rêve : Madame Desnoyers
- 2020 : Si on chantait de Fabrice Maruca
- 2020 : Une affaire française, série TV
- 2019 : Le retour de Richard 3 par le train de 9h24 (2019) de Eric Bu : Marie-Christine
- 2014 : Bébé Tigre de Cyprien Vial (2014) : la prof de bio
- 2011 : Les Femmes du 6e étage de  Philippe Le Guay : la conférencière
- 2011 : Ma compagne de nuit de Isabelle Brocard : l'infirmière
- 2008 : Passe Passe de Tonie Marshall : Diane
- 2006 : Du jour au lendemain de Philippe Le Guay : une collègue de François

### Réalisatrice
- 2022 : Maria rêve
- 2019 : La barrette, court métrage
- 2018 : Pile poil, court métrage
- 2015 : Chèvre ou Vache, court métrage
- 2014 : Mustang Sally, court métrage
- 2012 : Bon mélange pour la colle, court métrage

## Distinctions
- 2020 : 
  - César du meilleur court-métrage pour Pile Poil
  - Mention pour la meilleure actrice et meilleur acteur au Festival international du film d'Aubagne Music & Cinema